# Gymnogramma farinifera
Gymnogramma farinifera là một loài dương xỉ trong họ Pteridaceae. Loài này được Lind. & Rod. mô tả khoa học đầu tiên năm 1886.
Danh pháp khoa học của loài này chưa được làm sáng tỏ. 